# Young Ace
A Young Ace (ヤングエース; Jangu Észu; Hepburn: Yangu Ēsu) egy japán havi megjelenésű szeinen mangamagazin, amit a Kadokawa Shoten ad ki. Az első szám 2009. júliusában jelent meg.

## Mangasorozatok
- Ageha o ó monotacsi
- Akuma no ikenie
- Another
- Atom-csan
- Baka ga zenra de jattekuru
- Bannó kanteisi Q no dzsikenbo
- Batosupi!
- Black Rock Shooter: Innocent Soul
- Blood Lad
- Boku dake ga inai macsi
- Boku ni koi szuru Mechanical
- Bonten no moribito
- Bungou Stray Dogs
- Circumstances of a Vegetarian Child Werewolf
- Csotto kavaii Iron Maiden
- Daimandzsin Cannon
- Daiszuki deszu!! Mahó tensi Cosmos
- Datensi gakuen debipara
- Drug & Drop
- Echo/Zeon
- Fate/Zero
- Furekurain
- Góhó Drug
- Gunners
- Haidzsin-szama no End Contents
- Hakoniva no reidzsó tantei
- Hokkensicu
- Hózuki-szan csi no aneki
- Iinazuke kjótei
- Inari, konkon, koi iroha
- Isuca
- Ja – Dzsosi ni joru Agriculture
- Jakumo hakkai
- Jaocukumo
- Jigomezuki!!
- Juzucsu
- Kamiigusa Animators
- Kangaero
- Kanszokusa Tamami
- Koaka Head
- Kuroszagi sitai takuhaibin
- Last Exile – Ginjoku no Fam
- Macsigatta light novel no cukurikata
- Magdala de Nemure
- Makamaka
- Manzai Gang
- Maó-szama no pero pero keikaku
- Midas Eater
- Miharo Replace
- Mirai Nikki: Paradox
- Moe Han!
- Mogitate Idol Ningen
- Móhicu Hallucination
- Muda na dzsikan no cukaikata
- Nagato Juki-csan no sósicu
- Nanamaru szanbacu
- Neon Genesis Evangelion
- O/A
- Onii-csan no koto ga szuki szugite njan njan sitai burakon imouto dakedo szunao ni narenai no
- Farkasgyermekek (Ókami kodomo no Ame to Juki)
- Order Made
- Panty & Stocking with Garterbelt
- Project Doll Phone
- Renai simaszen ka?
- Residence tosi 505
- Scissor Sisters
- Sherlock – Pink iro no kenkjú
- Spec – Rei
- Spec – Ten
- Sugar Dark – Umerareta jami to sódzso
- Summer Wars
- Sunpú óka
- Surely Someday
- Sururun Jukiko hime-cshan feat. Dororon Enma-kun
- Szaenai kanodzsó no szodatekata – Egoistic-Lily
- Szaihate no diasta
- Szanbun no icsi
- Szengoku Yankee
- Szentó dzsószai maszuravo
- Tadzsú-dzsinkaku tantei Psycho
- Teizokurei Monophobia
- The varasiki zavarasiki
- Todenka sónen tanteidan
- Toki o kakeru sódzso after
- Tony Takezaki no Evangelion
- Top o Narae! Gunbuster
- Upotte!!
- Uszocuki Mi-kun to Kovareta Ma-csan: Totteoki no uszo
- Vermillion
- Voice Meets Girl
- World Gaze Clips
- Zettai sódzso szeiiki amnesian